# Murisengo
Murisengo Monferrato (Ambrusèngh in piemontese) è un comune italiano di 1 251 abitanti situato nel lato nord-ovest estremo della provincia di Alessandria, in Piemonte, al confine orientale della Valle Cerrina. 
La città è conosciuta per aver dato i natali a Luigi Lavazza, fondatore dell'omonimo marchio e dell'industria di caffè diffusa a livello internazionale.
Dal 14 luglio 2025, con delibera della Giunta regionale del Piemonte, cambia la denominazione da "Murisengo" a "Murisengo Monferrato".

## Storia

### Simboli
Lo stemma e gonfalone del comune di Murisengo Monferrato sono stati concessi con decreto del presidente della Repubblica del 18 marzo 1985.
Il gonfalone è un drappo trinciato di azzurro e di giallo.

#### Stemma di Corteranzo
Corteranzo, comune autonomo fino al 1928, aveva uno stemma civico d'argento, alla pianta di ginepro al naturale, terrazzata di verde; con il capo d'oro, all'aquila di nero, coronata dello stesso, sostenuto dalla fascia d'azzurro, caricata di tre stelle d'oro.
La pianta di ginepro è un riferimento alla famiglia Giunipero di Corteranzo.

## Monumenti e luoghi d'interesse

### Castello di Murisengo
A celebrare la storia e l'imponenza di questo antico castello è rimasta la grande torre, rimaneggiata (forse ricostruita) nel 1510, data citata in una targa apposta sulla torre e oggi perduta, e ancora nel XIX secolo: la torre è probabilmente la parte più antica dell'edificio, le cui prime attestazioni indirette risalgono al XI e XII secolo, ma che è stato interamente ricostruito a partire dal XVII secolo.
Con la caduta dei Marchesi del Monferrato, il castello subì molti danni e successive ricostruzioni che lo portarono a perdere la sua "forma" primitiva. Il castello appartenne prima ai Radicati di Brozolo, poi alla famiglia Scozia dal 1420 fino al 1883, anno in cui passò al marito di Donna Tarsilla Scozia, Francesco Guasco Gallarati Marchese di Bisio e di Francavilla, oggi identificabili nel paese di Francavilla Bisio.
 Dopo un lungo restauro, committente un privato, il castello dalla metà del 2012 è disponibile per visite guidate durante manifestazioni, eventi, mostre e cerimonie.
 Tra le mura di questo castello, nel 1813 Silvio Pellico scrisse la tragedia Francesca da Rimini.

### Fontana "La Pirènta"
La fonte di acqua solforosa, detta "La Pirènta", è posta ad est del paese, alle radici del Montelungo, e nasce da un terreno tufaceo-calcareo. L'acqua solforosa è oleosa al tatto e tramanda un odore di gas idrosolforato; un tempo si adoperava con successo nei disturbi gastrointestinali e nelle malattie cutanee di natura scabbiosa ed erpetica.
Tra la fine del XVIII e l'inizio del XIX secolo qui fiorì uno stabilimento termale, che divenne un centro turistico molto apprezzato, poi ridimensionato nel periodo tra le due guerre mondiali. L'area venne successivamente riconvertita ad uso industriale ed oggi ospita una polveriera.
Ancora all'inizio del XIX secolo l'acqua veniva convogliata in due vasche di pietra nelle quali, in estate, si macerava la canapa. Oggi le vasche non sono più visibili e l'acqua scaturisce da una sola bocca leonina incastonata in una fontana di gusto neogotico, risalente al 1859.

### Torre di San Pietro
Situata alle porte del paese, in cima ad una collina erbosa, è il residuo di una antica chiesa romanica.

Intorno è stata creata una ampia area verde con percorso attrezzato e cartelli esplicativi sulla storia, leggenda e botanica del tartufo.

### Antica cava di gesso dismessa
All'ingresso del paese, sulla strada proveniente da Villadeati, è presente una antica cava di gesso che, terminata la sua lunga attività estrattiva, è stata trasformata in area naturalistica spontanea ed è stato installato un anfiteatro per spettacoli e rappresentazioni teatrali all'aperto.

### Galleria di immagini

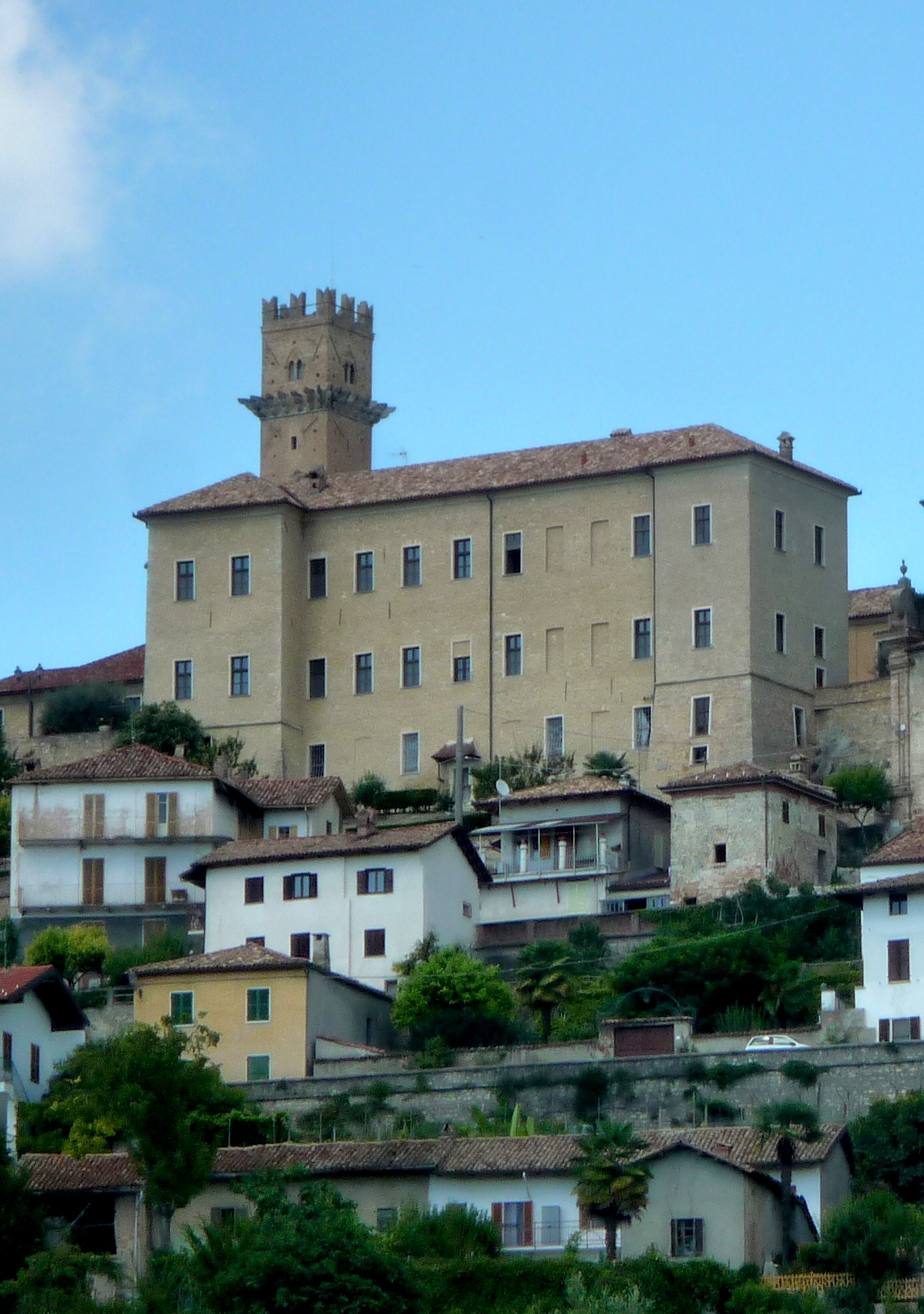
Castello di Murisengo
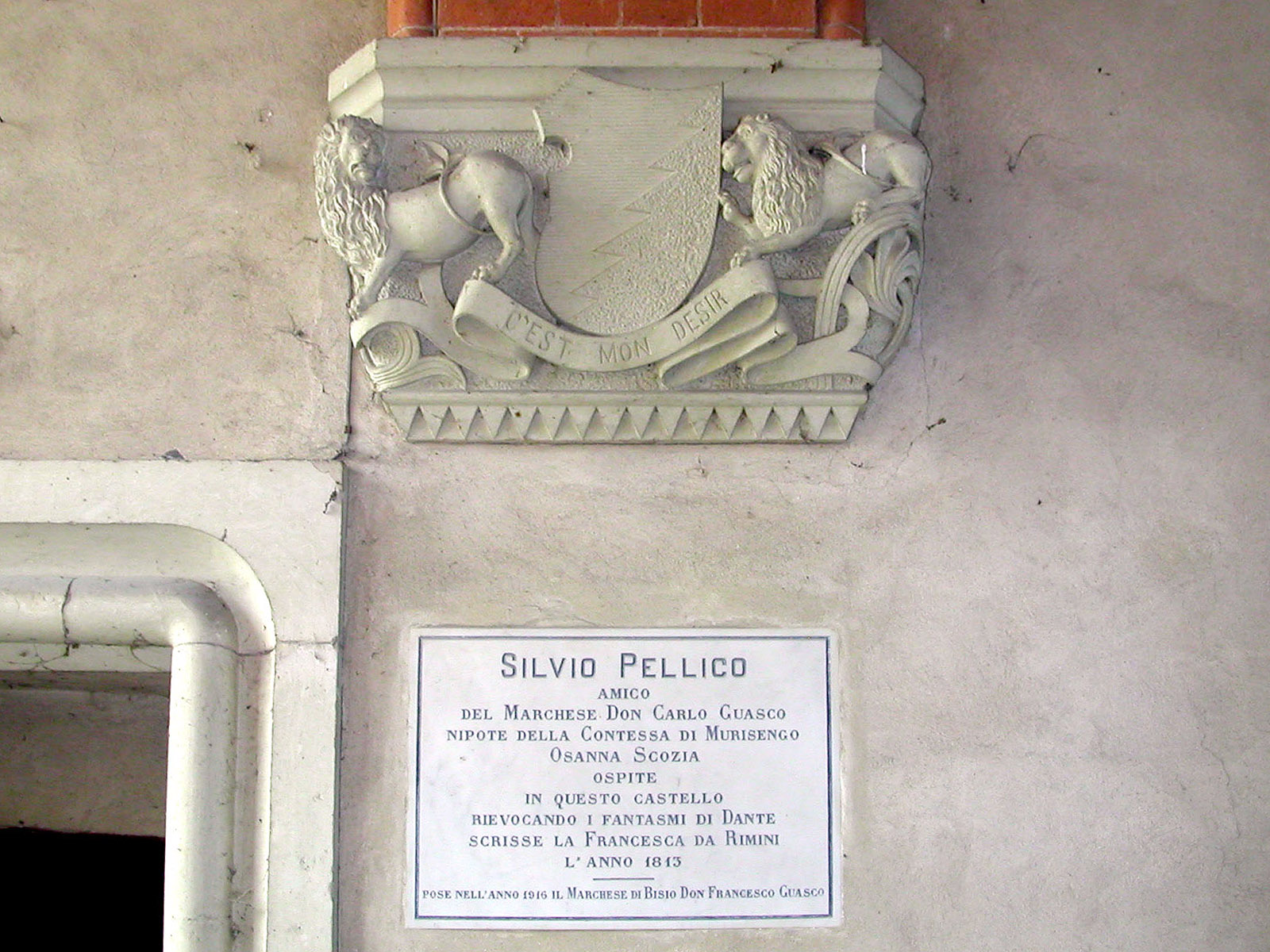
Castello di Murisengo, targa ricordo del soggiorno di Silvio Pellico
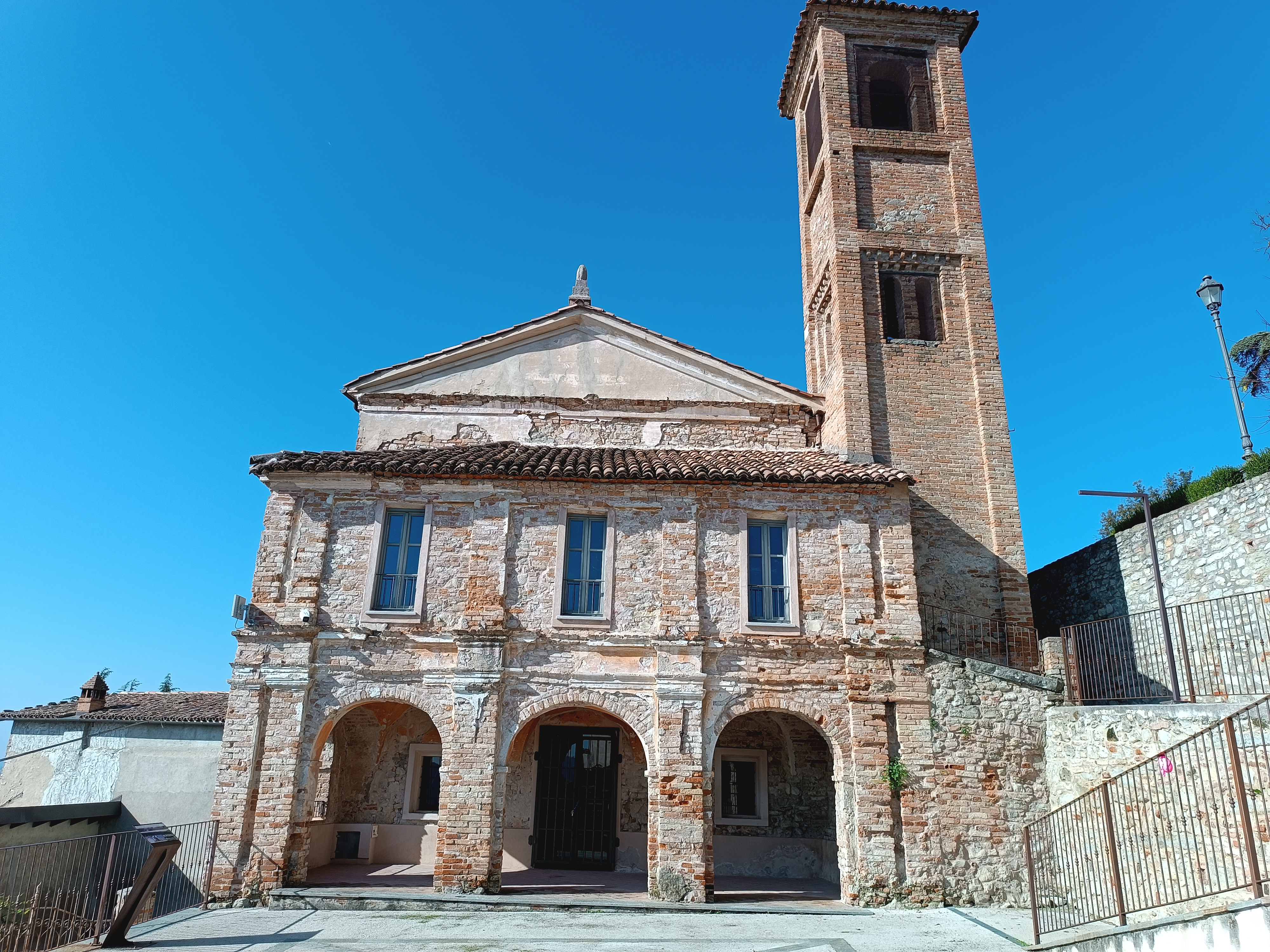
Chiesa S.Michele Arcangelo
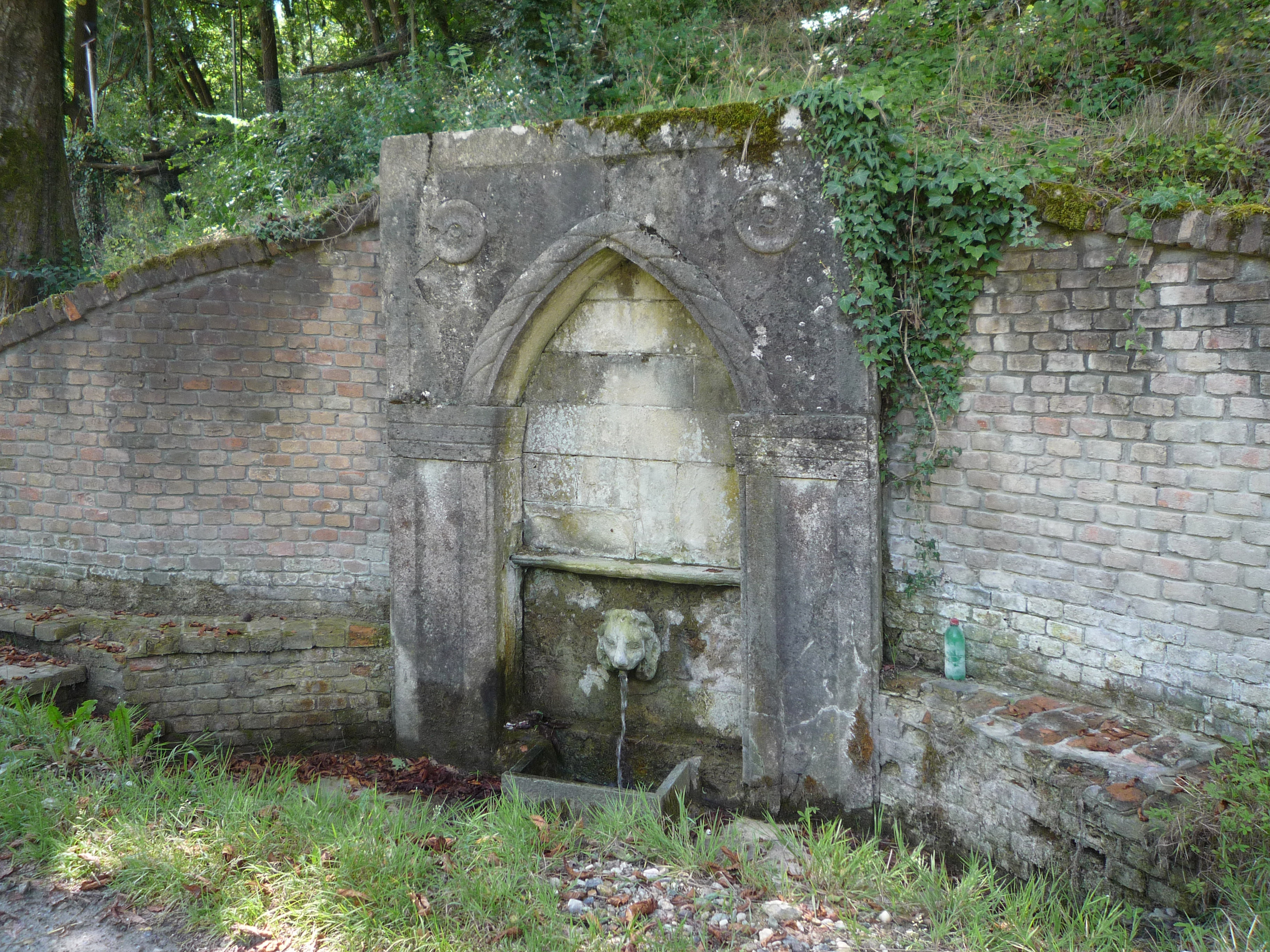
Fontana "La Pirènta"
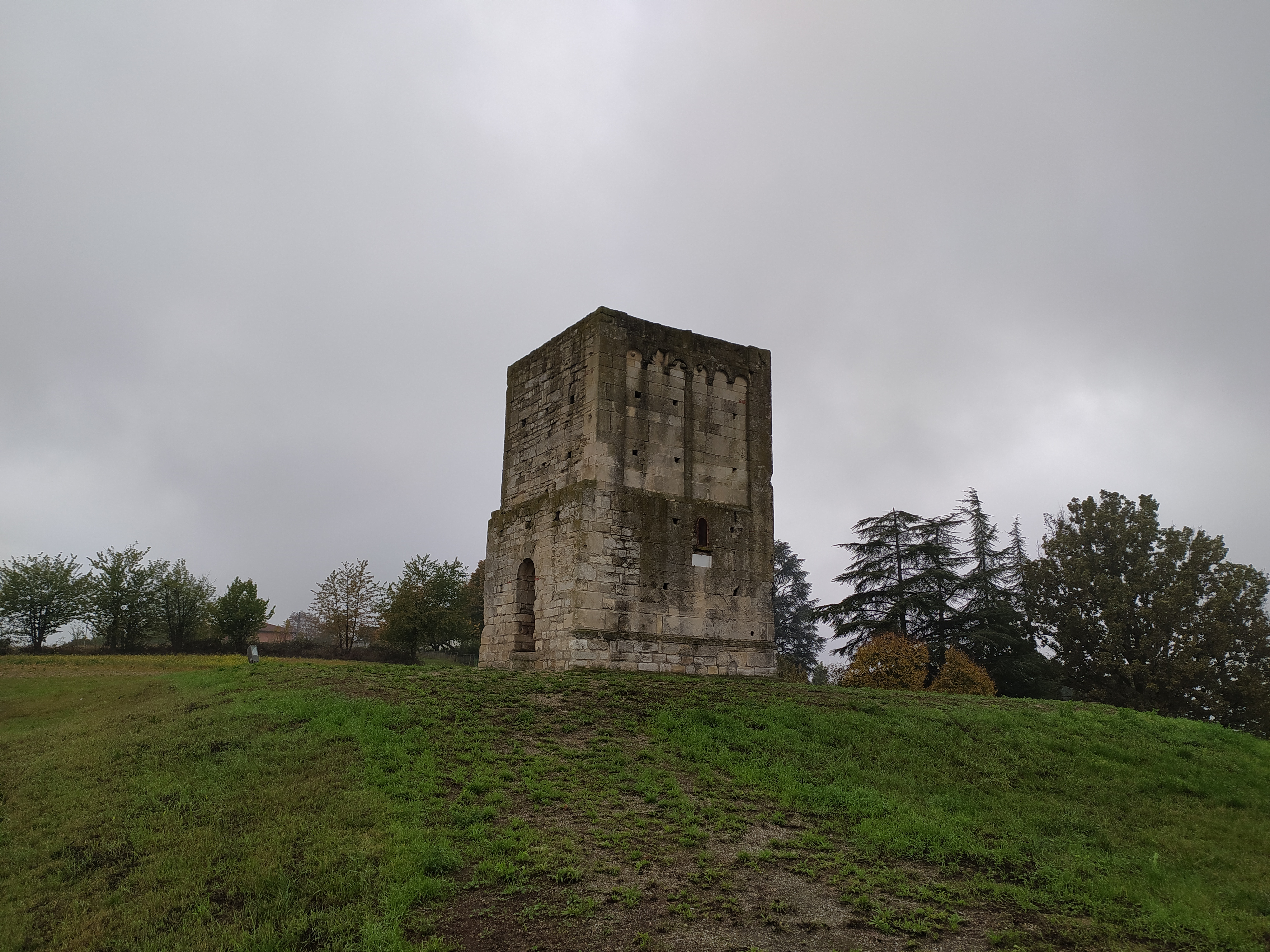
Torre di San Pietro ed area verde
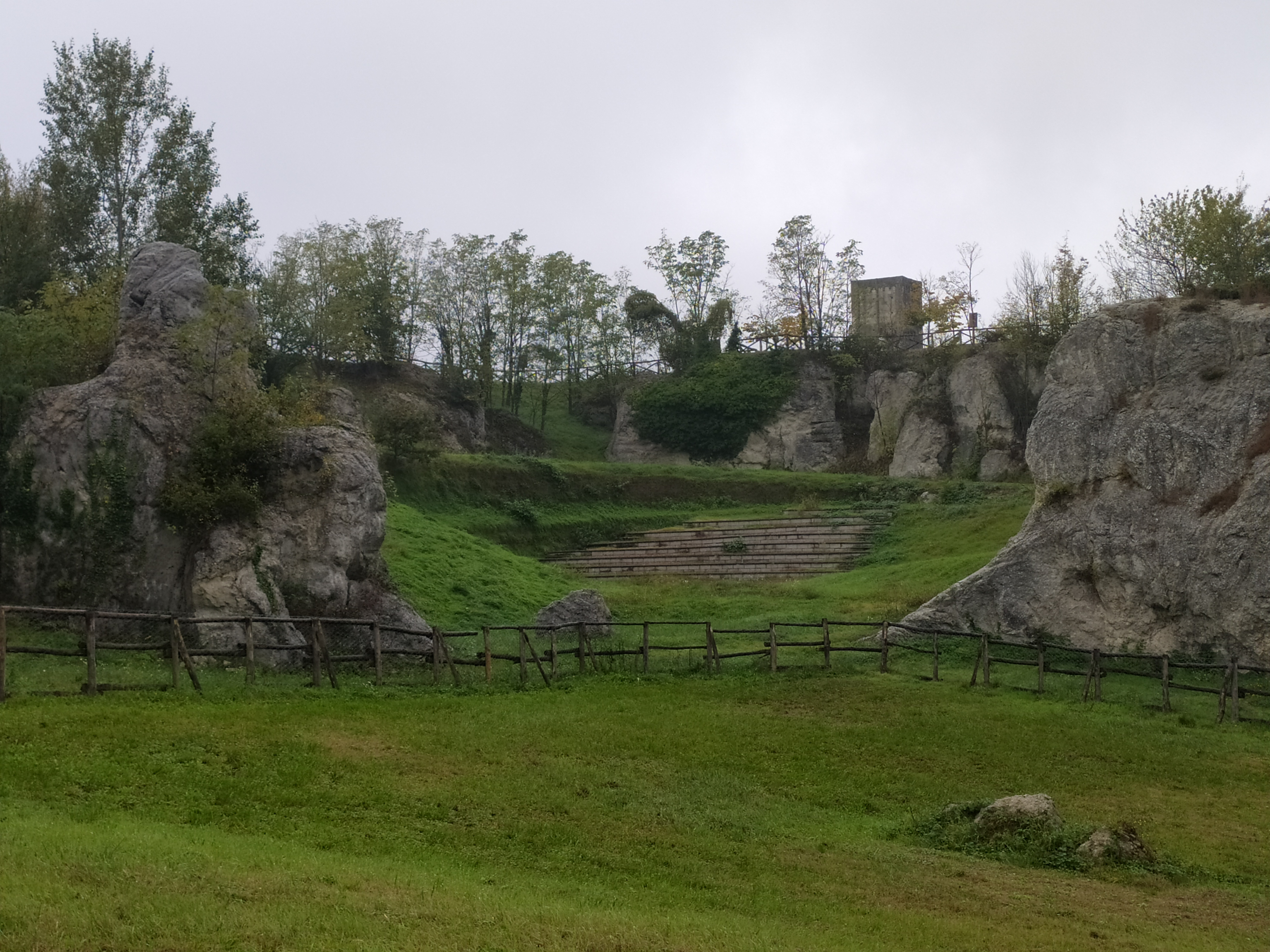
Parco su area cava di gesso dismessa
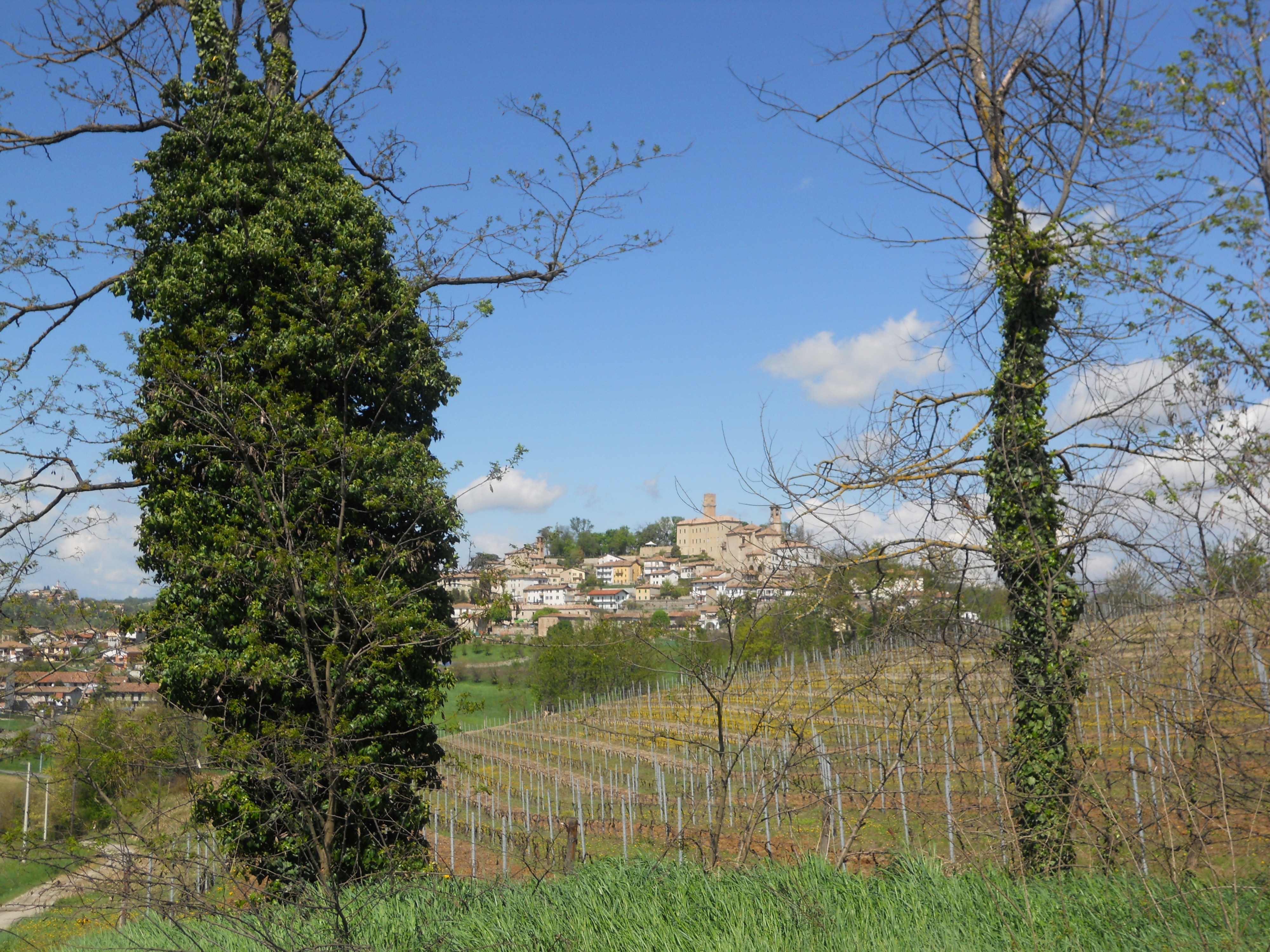
Murisengo dalla collina di fronte

## Società

### Evoluzione demografica
Il comune ha avuto un forte decremento della popolazione nel corso dell'ultimo secolo, pari ad una perdita del 43% dei residenti dal 1921.
Abitanti censiti

## Cultura

### Eventi
Qui si svolge la fiera del tartufo, che dal 1967 viene tenuta ogni anno a novembre, con grande afflusso di pubblico.

## Geografia antropica

### Frazioni
Nel comune sono presenti quattro frazioni: San Candido, Corteranzo, Sorina e Casa Battia.
Corteranzo è stato un comune autonomo fino al 1928, anno della sua annessione al comune di Murisengo. Questa località prese il nome dai nobili Ranzo e presenta l'importante Chiesa dedicata a San Luigi Gonzaga all'interno del cimitero, attribuita a Bernardo Vittone.

## Infrastrutture e trasporti

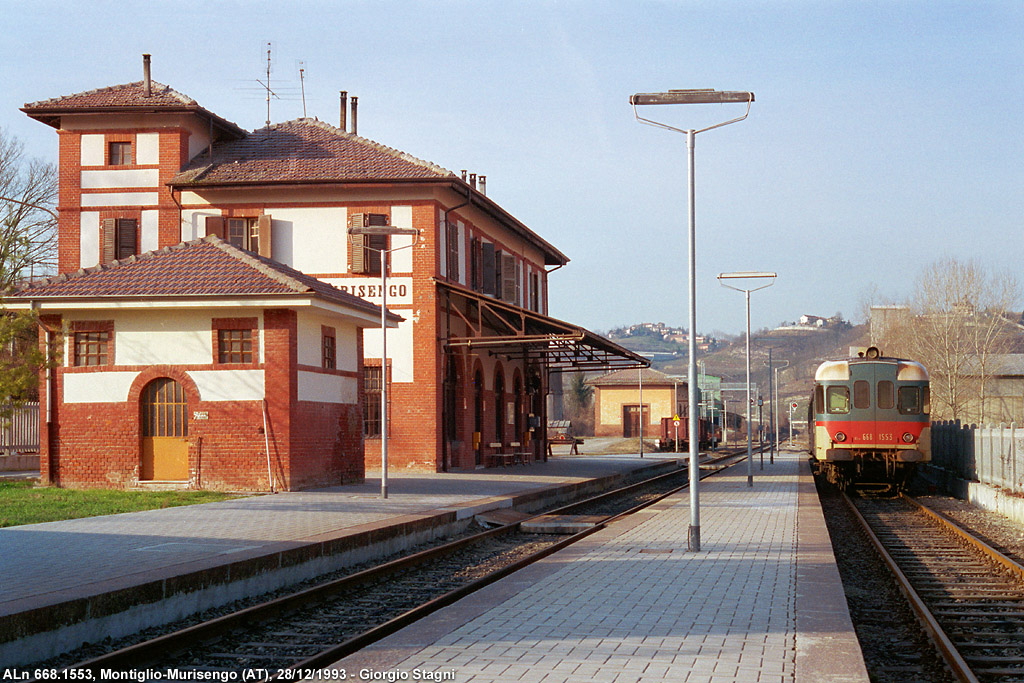
Ex stazione di Montiglio-Murisengo nel 1993

La stazione di Montiglio-Murisengo, attivata nel 1912, era posta lungo la cessata ferrovia Chivasso-Asti, il cui esercizio fu definitivamente sospeso nel 2011.

## Amministrazione
Di seguito è presentata una tabella relativa alle amministrazioni che si sono succedute in questo comune.
| Periodo          | Periodo         | Primo cittadino  | Partito      | Carica  | Note   |
| ---------------- | --------------- | ---------------- | ------------ | ------- | ------ |
| 18 giugno 1985   | 1º giugno 1990  | Franco Ferrando  | -            | Sindaco | [ 16 ] |
| 1º giugno 1990   | 21 gennaio 1995 | Luigi Gerbino    | lista civica | Sindaco | [ 16 ] |
| 10 febbraio 1995 | 24 aprile 1995  | Renato Marchiò   | lista civica | Sindaco | [ 16 ] |
| 24 aprile 1995   | 14 giugno 1999  | Domenico Anselmo | centro       | Sindaco | [ 16 ] |
| 14 giugno 1999   | 14 giugno 2004  | Giovanna Cullino | lista civica | Sindaco | [ 16 ] |
| 14 giugno 2004   | 8 giugno 2009   | Franco Giorgi    | lista civica | Sindaco | [ 16 ] |
| 8 giugno 2009    | 26 maggio 2014  | Giovanni Baroero | lista civica | Sindaco | [ 16 ] |
| 26 maggio 2014   | 26 maggio 2019  | Giovanni Baroero | lista civica | Sindaco | [ 16 ] |
| 26 maggio 2019   | 9 giugno 2024   | Giovanni Baroero | lista civica | Sindaco | [ 16 ] |
| 9 giugno 2024    | in carica       | Giovanni Baroero | lista civica | Sindaco | [ 16 ] |